# Principato di Muzaka
Il Principato di Muzaka (in albanese: Principata e Muzakajve) era un regno indipendente governato dalla famiglia nobile albanese Muzaka con capitale Berat, che comprendeva i territori dell'Albania centrale e meridionale e della Macedonia occidentale. Uno dei primi sovrani fu Andrea I Muzaka il cui regno fu riconosciuto dall'imperatore bizantino. Durante la battaglia di Savra, gli ottomani conquistarono Berat da Balša II, insieme a Kruja e Ulcinj. Ben presto si ritirarono da tutte quelle città tenendo solo Castoria sotto il loro controllo permanente. Alcune fonti spiegano che probabilmente gli ottomani rimasero a Berat con l'intenzione di utilizzarla come punto d'appoggio per conquistare Valona. Nel 1396 la famiglia Muzaka prese il controllo di Berat. Nel 1417 i territori del Principato, tra cui Valona e Berat, entrarono a far parte dell'Impero ottomano.

## Storia
Non è chiaro quando la famiglia Muzaka iniziò a governare Berat; tuttavia uno dei primi governanti di rilievo conosciuti fino ad allora è Andrea I Muzaka che governò la regione di Musacchia. Il Principato di Berat si divide in due periodi: al 1280 al 1343 e il periodo dal 1355 al 1417. Andrea I Muzaka stabilì un governo de facto indipendente su Berat, che fu anche formalmente riconosciuto dall'imperatore bizantino Andronico II Paleologo poiché deteneva il titolo di sebastocratore della corte bizantina. Alcune regioni degne di nota che facevano parte del Principato di Berat durante questo periodo sono: Devoll, Berat, Skrapar, Tomorica, Selanica, Myzeqe, Korçe ecc.
Il Principato di Berat raggiunse l'apice della sua potenza durante il dominio di Andrea II Muzaka che, secondo la cronaca di Giovanni Musachi, sconfisse il re Vukasin e fu insignito del titolo di Despota dall'Imperatore di Costantinopoli, il secondo titolo più alto appena sotto a quello di Imperatore. Andrea II allargò il suo territorio alla sua massima estensione: dal mare Adriatico tra i fiumi Voiussa e Devoli a est, compresa Korça. Nel 1343 il Principato di Berat fu conquistato dal nuovo impero serbo, ma fu ricreato dopo la caduta di quell'impero nel 1355. In un'alleanza con i Balsha, e il gran signore di Ocrida Andrea Gropa, nel 1372 Andrea Muzaka riuscì a conquistare anche Kostur dal principe Marko. Dopo la morte di Andrea, il dominio passò al figlio Teodoro II Muzaka che nel 1389 si dice avesse partecipato alla battaglia del Kosovo, che ebbe un grande impatto sul principato come per tutti gli altri principati albanesi di quel tempo. Berat fu conquistata dall'Impero ottomano nel 1417, ma la famiglia Muzaka avrebbe brevemente ripreso il controllo nell'Albania centrale nel 1444 dopo la sua alleanza con Scanderbeg nella Lega di Alessio; tuttavia dopo 6 anni il loro territorio sarebbe stato infine incorporato nell'Impero ottomano che avrebbe posto fine al secolare regno della nobile famiglia Muzaka a Berat. Pochi si convertirono all'Islam per mantenere i propri diritti, i discendenti diretti del Despota Andrea I Muzaka trovarono riparo in Puglia accolti da Ferdinando I di Napoli. Qui la famiglia assunse il cognome Musachi derivato dalla pronuncia italiana dell'antico cognome epirota.

## Sovrani
| Principe                              | Regno     | Note |
| ------------------------------------- | --------- | --- |
| Andrea I Muzaka Maresciallo d'Albania | 1280-1319 | - Ricevette il titolo di Sebastocratore dall'imperatore bizantino e il suo regno rimase di fatto indipendente fino al 1319. |
| Teodoro I Muzaka                      | 1319–1331 | - figlio di Andrea I Muzaka |
| Andrea II Muzaka Despota d'Albania    | 1331–1372 | - ereditò il trono da suo padre Teodoro I, ottenne il titolo di despota dall'imperatore bizantino dopo aver sconfitto un esercito bulgaro e regnò fino alla sua morte, 1372. - ottenne il titolo di despota dall'imperatore bizantino dopo aver sconfitto un esercito bulgaro e regnò fino alla sua morte, 1372. |
| Teodoro II Muzaka                     | 1372–1389 | - figlio di Andrea II. - Ha partecipato alla battaglia del Kosovo . - Teodoro II aveva una disputa territoriale su Kostur con il principe Marko; questa disputa è stata commemorata nella poesia epica serba come Musa Kesedžija .                                                                               |
| Teodoro III Muzaka                    | 1389-1450 | - era un nobile albanese che guidò la rivolta del 1437-1438 contro gli ottomani. - fu uno dei fondatori della Lega di Alessio nel 1444. |